# Yūki Kaneko (Badminton)
Yūki Kaneko (jap. 金子 祐樹, Kaneko Yūki; * 22. Juli 1994) ist ein japanischer Badmintonspieler.

## Karriere
Yūki Kaneko startete 2011 und 2012 bei den Badminton-Juniorenweltmeisterschaften. 2011 wurde er dabei Fünfter im Herrendoppel, 2012 gewann er Silber in der gleichen Disziplin. 2012 folgten Starts bei den China Masters, der Japan Super Series und den Macau Open. 2013 gewann er bei den Romanian International die Herrendoppelkonkurrenz und belegte Rang drei bei den Polish Open.